# Zwaard (zeilboot)

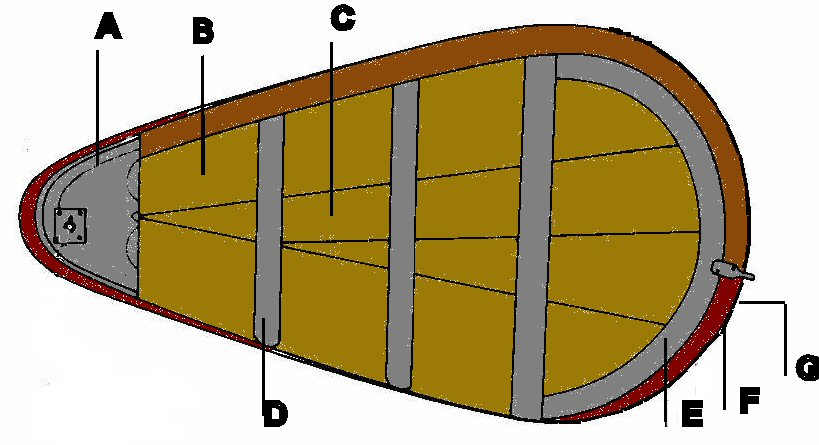
Onderdelen van een zijzwaard: A: kopstuk, B: bovenschacht, C: tongstukken, D: onderschacht, E: spanningsijzer, F: ijzeren halve maan, G: ijzeren zandloper

Een zwaard is een onderdeel van een zeilboot die geen kiel gebruikt tegen drift (het zijwaarts verplaatsen van de boot). Een zwaard is beweegbaar en vervangt een kiel. Een zwaard is over het algemeen niet verzwaard en heeft niet de functie van tegenwicht, wat bij een zeiljacht wel het geval is. Er zijn drie soorten zwaarden; midzwaard, steekzwaard en zijzwaard.

## Midzwaard
Een midzwaard kan in het midden van de boot worden neergelaten. Het kwam vaak voor op kleine speeljachten, rond de wisseling van de 19e naar de 20e eeuw, maar is verder niet vaak toegepast vanwege praktische bezwaren als ruimteverlies in ruim of kajuit, de moeilijke toegankelijkheid voor bediening en onderhoud, en –niet onbelangrijk– de hogere kosten. Begin 21e eeuw worden midzwaarden bij grotere kajuitzeiljachten weer vaker toegepast. In die jachten kan de zwaardkast onder de kajuitvloer blijven, zodat de zwaardconstructie niet van invloed is op het interieurplan. Voordelen van een midzwaard zijn: droogvallen op getijdenwater, ondiepere kusten en rivieren bevaren met een jacht waar ook de oceaan mee kan worden overgestoken, niet meer zo strikt gebonden aan de tijd van hoogwater bij het aanlopen van een getijdenhaven en op ruimere koersen door het ophalen van het midzwaard minder weerstand in het water.

## Steekzwaard
Een steekzwaard werd in Europa vroeger gebruikt op houtvlotten die de rivieren afkwamen. Ze komen anno 2010 alleen nog voor in Polynesië. Tot 1970 waren ze ook nog gebruikelijk op de klassieke Jangadas, zeilende vlotten aan afgelegen delen van de Braziliaanse kust. Een midzwaard dat alleen op en neer kan bewegen, en dus niet draait om een zwaardbout, wordt aangeduid met de term steekzwaard.

## Zijzwaard

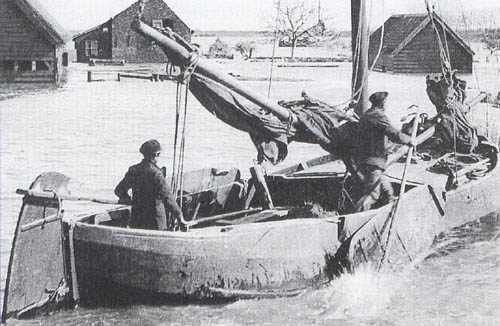
Zeilschip met zijzwaarden, ca. 1926

Een zijzwaard hangt aan weerszijden naast het schip, aan bakboord en stuurboord. Alleen de kleine scheepjes voor personenvervoer hadden er maar een. Zijzwaarden komen nog voor op platbodems en rondbouwschepen van de bruine vloot.

### Functie
De boten hebben twee zijzwaarden om niet te verlijeren op halve windse en aan de windse koersen. Bij de overstag verandert de richting van de boot ten opzichte van de wind. Dan komt de wind immers vanaf de andere kant in de zeilen. Als het zwaard naar beneden is aan de loefzijde (waar de wind vandaan komt) heeft het geen enkel nut. Dan moet dus het zwaard aan de loefzijde opgehaald worden, en aan de lage kant (lijzijde) neergelaten worden.
Wanneer een zwaard naar beneden wordt gelaten aan de lijzijde, zorgt het zwaard ervoor dat de boot minder verlijert of drift. Zijzwaarden worden toegepast voor schepen die op ondiep water moeten kunnen varen of moeten kunnen droogvallen.

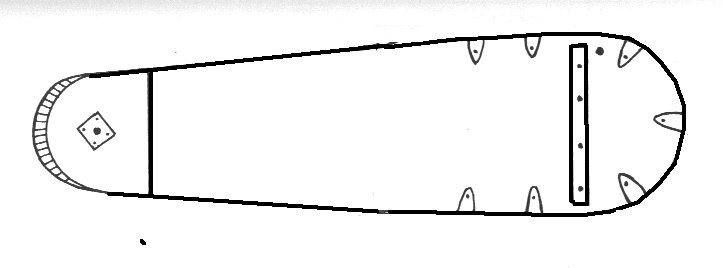
Zeezwaard

Aan de buitenzijde is een zwaard meestal niet plat, maar hol met de grootste diepte op ongeveer een derde van de breedte, gerekend vanaf de voorkant. Sommige grote vrachtschepen, als tjalken en klippers, hebben mogelijk plat/bolle zwaarden vanwege de breedte van deze zwaarden, maar de lange en smalle zeezwaarden van de vissersschepen zijn alle hol van buiten en bol aan de binnenkant. Hierdoor ontstaat een vleugelprofiel en de lift wordt dikwijls nog versterkt door de strijkklampen zodanig te plaatsen, dat het neergelaten zwaard een hoek van 5 tot 7 graden met de lengteas van het schip maakt.

### Vorm
De zwaarden zijn verschillend van vorm en die verschillen zijn vaak afhankelijk van het gebruik en het zeilgebied. De vissersschepen van de grote wateren als de riviermondingen de kuststrook en de zee hebben lange smalle zwaarden. De zeilende vrachtschepen van de binnenwateren hebben grote, zware en brede zwaarden.

### Verspreiding
Het verspreidingsgebied strekt zich uit van de Oostzee, de Deense en Friese wadden, Friese meren, Zeeuwse wateren en de Noordzeekust tot en met Noord-Frankrijk. Verder de Theemsmonding en de meren van Oost-Engeland.

### Invoering in de Lage Landen
Zijzwaarden zijn in de Lage Landen snel gemeengoed geworden. Dit is te zien op stadsgezichten met scheepvaart uit die periode. Voor 1575 kwamen zijzwaarden nog niet voor en na 1625 hadden binnenschepen vrijwel allemaal zijzwaarden. Bij restauraties van schilderijen werden zwaarden soms alsnog toegevoegd omdat men vond dat die er beslist op hoorden.
De snelle invoering van zwaarden kan verklaard worden uit de sterke ontwikkeling die zowel de overzeese als de binnenlandse handel doormaakte. Er werden veel waterwegen gegraven en verbeterd maar vanwege technische beperkingen niet dieper gemaakt. Een diepstekende kiel was voor de groter wordende schepen daardoor geen optie. Ook overtomen en sluizen beperkten de mogelijkheden. Zijzwaarden kwamen daaraan tegemoet.

## Oorsprong
Chinezen waren de eerste gebruikers en uitvinders van zwaarden. Verschillende typen jonken waren uitgerust met zwaarden om de ondiepe wateren voor de Chinese kust en de rivieren te kunnen bevaren. Nederlanders hadden in de 16e eeuw al handelsbetrekkingen met China en namen de vinding mee naar hun land. Ook de Portugezen en Engelsen die actief waren in Azië rustten steeds vaker kust- en rivierschepen uit met zwaarden in verschillende uitvoeringen. Vooral in Nederland heeft het gebruik van zijzwaarden een hoge vlucht genomen. Hier werd de toepassing en de techniek van het zwaard gedurende eeuwen verbeterd.